# Girls in Hawaii
Girls in Hawaii is een Belgische indie-rockband, bestaande uit zes leden afkomstig uit Braine-l’Alleud, gelegen in Waals-Brabant. In mei 2002 tekende de band een contract met 62TV. In november van datzelfde jaar wonnen ze Studio Brussels demopoll, een wedstrijd waarin de luisteraars van Studio Brussel hun stem konden uitbrengen op een van de honderden demo's die werden ingezonden.
In 2003 brachten ze hun eerste ep uit: Found In the Ground: The Winter EP. Na de opnames van deze eerste ep begonnen ze te toeren in België en Nederland om ondertussen te werken aan een eerste regulier album: From Here To There. Dit album werd goed ontvangen door de pers en een select publiek waardoor de populariteit van de band over heel Europa toenam. Vijf jaren later, in 2008, verscheen hun tweede album dat Plan Your Escape gedoopt werd. Plan Your Escape bevat 12 nummers en is complexer en eclectischer dan voorganger From Here To There.
Op 30 mei 2010 kwam drummer Denis Wielemans om bij een verkeersongeval op de Brusselse ring. Hij was 28.
Eind 2012 begon Girls in Hawaii met de opname van hun derde album Everest, waarna ze in 2013 opnieuw beginnen met optreden. In de zomer van 2014 verscheen een nieuwe EP, Refuge.

## Bandleden
- Lionel Vancauwenberghe (zang)
- Antoine Wielemans (zang)
- Brice Vancauwenberghe (gitaar)
- Denis Wielemans († 30 mei 2010) (drums)
- Boris Gronemberger (drums)
- Christophe Léonard (keyboard)
- Daniel Offerman (bass)

## Discografie

### Albums
- From here to there, 2005
- Plan your escape, 2008
- Everest, 2013
- Nocturne, 2017